# Klemens Kamiński
Klemens Jan Kamiński, właśc. Klemens Johannes Kaminski (ur. 16 stycznia 1940 w Hindenburgu, zm. 5 sierpnia 2012 we Wrocławiu) – polski organista, improwizator, dyrygent, kompozytor, pedagog.

## Życiorys

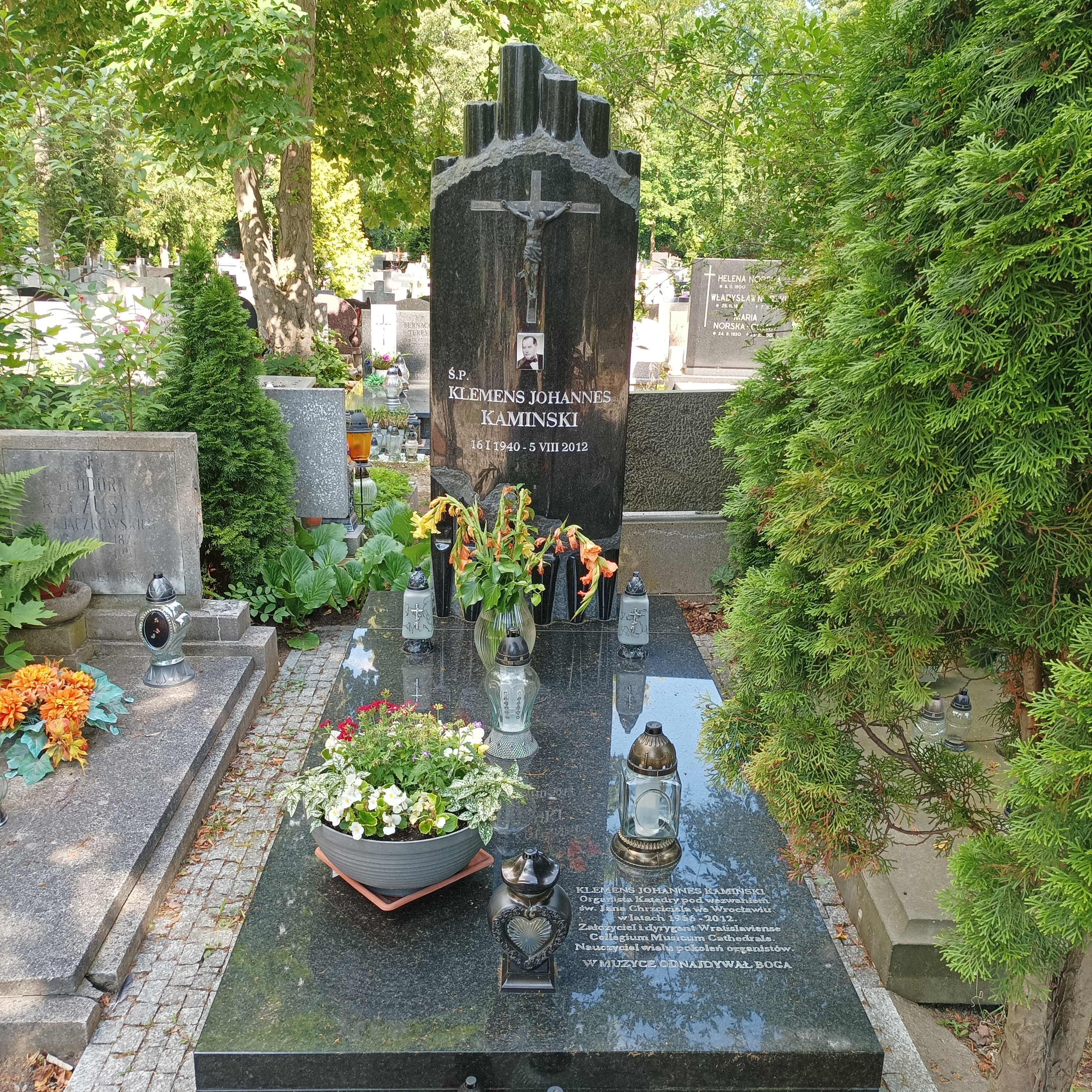
Grób Klemensa Kamińskiego na cmentarzu św. Wawrzyńca we Wrocławiu

Pochodził ze śląskiej rodziny z muzycznymi tradycjami. Pracę jako organista rozpoczął w młodym wieku – mając kilkanaście lat. Ukończył Salezjańską Średnią Szkołę Organistowską w Przemyślu – w ówczesnym czasie jedyną w Polsce kościelną szkołę organistowską – oraz Średnią Szkołę Muzyczną w Szczecinie. Od 1962 do 1965 był organistą franciszkańskiej parafii pw. św. Antoniego we Wrocławiu na Karłowicach. Był absolwentem Państwowej Wyższej Szkoły Muzycznej we Wrocławiu (obecnie: Akademia Muzyczna im. Karola Lipińskiego) w klasach: organów prof. Juliana Bidzińskiego (w 1966) oraz kompozycji Stefana Poradowskiego i Tadeusza Natansona (w 1969). W czasie studiów pobierał także nauki u Ryszarda Bukowskiego. W 1969 wyjechał na stypendium naukowe na Uniwersytet Mozarteum w Salzburgu gdzie przebywał do 1972.
W latach 1966–2012 organista archikatedry wrocławskiej, przy której założył zespół wokalno-instrumentalny pod nazwą Collegium Musicum Cathedrale Wratislavienses. Wieloletni wykładowca organów i kontrapunktu na macierzystej uczelni – Akademii Muzycznej im. Karola Lipińskiego we Wrocławiu, nauczyciel w Ogólnokształcącej Szkole Muzycznej II st. im. Karola Szymanowskiego oraz twórca klasy organów Państwowej Szkoły Muzycznej II st. im. Ryszarda Bukowskiego we Wrocławiu. Odznaczony w roku 2000 za wybitne zasługi w edukacji artystycznej młodzieży i osiągnięcia w pracy pedagogicznej Krzyżem Kawalerskim Orderu Odrodzenia Polski. Zmarł 5 sierpnia 2012 we Wrocławiu po długoletniej chorobie. Został pochowany 9 sierpnia 2012 na cmentarzu katedralnym św. Wawrzyńca.